# Isla Araki
Isla Araki es una isla de Vanuatu, situada en Melanesia, en las Nuevas Hébridas más concretamente. Dadas sus pequeñas dimensiones, no es de extrañar que la isla siempre haya tenido una baja población. Los registros de los censos ya en 1897 data de 103 isleños, mientras que hubo 112 en 1989, y 121 en 1999. Sin embargo, este número no refleja con exactitud el número de personas que realmente viven de forma permanente en la isla de Araki: debido a las dificultades para vivir, muchos de sus habitantes se ven obligados a buscar trabajo en la isla principal de Espíritu Santo. Como resultado, varios hombres, e incluso familias enteras, dividen su tiempo entre las islas. 